# Black Box (Fernsehserie)
Black Box ist eine US-amerikanische Fernsehserie, welche am 24. April 2014 auf dem Sender ABC Premiere hatte. Kelly Reilly verkörpert die Protagonistin der Serie, eine Neurologin, die an einer bipolaren Störung erkrankt ist.

## Handlung
Catherine Black ist eine berühmte Neurologin, die ihre bipolare Störung ihrer Umwelt zu verheimlichen versucht. Die einzige Person außerhalb ihrer Familie, die ursprünglich davon weiß, ist ihre Psychiaterin Dr. Helen Hartramph, die Catherine seit ihrem ersten Ausbruch der Krankheit behandelt. Catherines Mutter, die auch an einer bipolaren Störung gelitten hatte, starb durch Suizid.

## Besetzung und Synchronisation
Die deutsche Synchronisation entstand nach einem Dialogbuch von Thomas Maria Lehmann und Marc Boettcher und unter der Dialogregie von Boettcher durch die Synchronfirma Studio Hamburg Synchron GmbH.

### Hauptdarsteller
| Rollenname          | Schauspieler     | Synchronsprecher | Zusatzinformation                                                                             |
| ------------------- | ---------------- | ---------------- | --------------------------------------------------------------------------------------------- |
| Catherine Black     | Kelly Reilly     | Joey Cordevin    | Neurologin, die eine bipolare Störung hat, von der ihr Umfeld jedoch nichts weiß              |
| Dr. Ian Bickman     | Ditch Davey      | Clemens Gerhard  | Chefarzt der Neurochirurgie                                                                   |
| Will Van Renseller  | David Ajala      | Tobias Schmidt   | Koch und Catherines Freund                                                                    |
| Dr. Ina Lark        | Ali Wong         | Julia Casper     | Technische Assistentin der Radiologie                                                         |
| Josh Black          | David Chisum     | Nicolas König    | Catherines älterer Bruder                                                                     |
| Reagan Black        | Laura Fraser     |                  | Joshs Ehefrau                                                                                 |
| Esme Black          | Siobhan Williams | Linda Fölster    | Catherines biologische Tochter, die im Glauben aufwächst, ihre Nichte zu sein.                |
| Dr. Owen Morley     | Terry Kinney     | Robin Brosch     | Personalverantwortlicher und Vorsitzender von The Cube, Catherines früherer Lehrer und Mentor |
| Dr. Helen Hartramph | Vanessa Redgrave | Judy Winter      | Catherines Psychiaterin                                                                       |

### Nebendarsteller
- Audrey Esparza als Carlotta
- Tasso Feldman als Leo Robinson
- Rachel Brosnahan als Delilah
- Olivia Birkelund als Karina Black
- Aja Naomi King als Ali Henslee
- Edward Herrmann als Dr. Reynaud
- Sepideh Moafi als Dr. Farrah Mahmoud

## Produktion
Der Sender ABC hat auf die Produktion eines Piloten verzichtet und direkt 13 Folgen bestellt.
Ab dem 3. Dezember 2013 wurden im Columbia University Campus alle Außenszenen gedreht.
Am 31. März 2014 wurden die restlichen Szenen im Wave Hill in Riverdale zu Ende gedreht. Im August 2014 gab ABC die Einstellung der Serie bekannt.

## Ausstrahlung

### Vereinigte Staaten
Vom 24. April bis zum 29. Mai 2014 wurden die ersten sechs Folgen der Serie donnerstags um 22:00 Uhr auf ABC ausgestrahlt. Nach einer zweiwöchigen Pause, seit dem 19. Juni 2014, werden die restlichen sieben Folgen der Serie donnerstags um 20:00 Uhr auf ABC ausgestrahlt. Am 24. Juni 2014 wurde die vorletzte und letzte Folge der Serie um 20:00 und 21:00 Uhr ausgestrahlt. Die Serienpremiere wurde von 6,60 Millionen Zuschauern gesehen und erreichte ein Zielgruppen-Rating von 1,5 und die folgende Episode 5,41 Millionen Zuschauer.

### Deutschland
Die Ausstrahlungsrechte in Deutschland besitzt die Tele München Gruppe. Am 24. Juli 2014 wurde bekannt, dass die Tele München Gruppe die Fernsehserie an Amazon Instant Video verkauft hat.
Die Free-TV-Erstausstrahlung erfolgt seit dem 13. Oktober 2014 um kurz nach 23 Uhr auf VOX.

## Episodenliste
| Nr. | Deutscher Titel                 | Originaltitel       | Erstausstrahlung USA | Deutschsprachige Erstausstrahlung (D) | Regie           | Drehbuch                       | Zuschauer (USA) |
| --- | ------------------------------- | ------------------- | -------------------- | ------------------------------------- | --------------- | ------------------------------ | --------------- |
| 1   | Himmel und Hölle                | Kiss the Sky        | 24. Apr. 2014        | 13. Okt. 2014                         | Simon Curtis    | Amy Holden Jones               | 6,87 Mio.       |
| 2   | Lügen und andere Wahrheiten     | Sweet Little Lies   | 1. Mai 2014          | 20. Okt. 2014                         | Simon Curtis    | Amy Holden Jones               | 5,60 Mio.       |
| 3   | Rivalinnen                      | Who Are You         | 8. Mai 2014          | 27. Okt. 2014                         | John Krokidas   | Ilene Chaiken                  | 4,64 Mio.       |
| 4   | Der Verlobungsring              | Exceptional or Dead | 15. Mai 2014         | 3. Nov. 2014                          | John Krokidas   | Ish Goldstein & Matt Robinson  | 4,31 Mio.       |
| 5   | Jerusalem                       | Jerusalem           | 22. Mai 2014         | 10. Nov. 2014                         | Eric Stoltz     | Oahn Ly                        | 3,80 Mio.       |
| 6   | Verwundete Seelen               | Forget Me           | 29. Mai 2014         | 18. Nov. 2014                         | Eric Stoltz     | Amy Holden Jones               | 3,81 Mio.       |
| 7   | Eine Welt ohne Farben           | Kodachrome          | 19. Juni 2014        | 25. Nov. 2014                         | Bronwen Hughes  | Ilene Chaiken                  | 4,06 Mio.       |
| 8   | Zerbrechlich wie Glas           | Free Will           | 26. Juni 2014        | 2. Dez. 2014                          | Bronwen Hughes  | Gary Lennon                    | 3,77 Mio.       |
| 9   | Falsche Töne                    | Sing Like Me        | 3. Juli 2014         | 9. Dez. 2014                          | Tricia Brock    | Amy Holden Jones               | 3,72 Mio.       |
| 10  | Ein schwer wiegendes Geständnis | I Shall Be Released | 10. Juli 2014        | 16. Dez. 2014                         | Tricia Brock    | Ish Goldstein & Matt Robinson  | 5,13 Mio.       |
| 11  | Zu viele Gefühle                | Emotion             | 17. Juli 2014        | 23. Dez. 2014                         | Joshua Marston  | Michael Madden & Hayley Schore | 3,73 Mio.       |
| 12  | Eskalation                      | The Fear            | 24. Juli 2014        | 30. Dez. 2014                         | Joshua Marston  | Ilene Chaiken                  | 3,93 Mio.       |
| 13  | Konsequenzen                    | Consequences        | 24. Juli 2014        | 30. Dez. 2014                         | Andrew McCarthy | Amy Holden Jones               | 3,93 Mio.       |

## Veröffentlichung auf DVD und Blu-ray
Während die Serie in den USA bisher nur On-Demand erhältlich ist, veröffentlichte sie Concorde Home Entertainment im deutschsprachigen Raum am 4. Dezember 2014 auf DVD und Blu-ray.